# فاطمه صادقی
فاطمه صادقی پژوهشگر علوم سیاسی و مطالعات زنان و جنسیت است. صادقی عضو تحریریه فصلنامه گفتگو است. او مدافع جنبش فمینیستی در ایران و منتقد حجاب اجباری بوده و در سال ۱۳۸۷ مقاله‌ای در نقد حجاب اجباری منتشر کرد. او دختر صادق خلخالی قاضی مشهور است.
صادقی از سال ۱۳۸۲ تا ۱۳۸۷ در دانشکده حقوق دانشگاه آزاد اسلامی کرج تدریس می‌کرد، اما در سال ۱۳۸۷ به دلیل نوشتن مقاله‌ای در انتقاد از حجاب اجباری اخراج شد و به عنوان پژوهشگر مستقل و مترجم به فعالیت خود ادامه داد. او مدتی نیز در مؤسسه رخداد تازه تدریس می‌کرد. او در سال‌های ۲۰۰۸ تا ۲۰۱۰ به عنوان پژوهشگر در مؤسسهٔ بین‌المللی مطالعات اسلام در عصر مدرن (ISIM) و دانشکده علوم سیاسی در دانشگاه آمستردام هلند مشغول به فعالیت بود.

## نظر وی در مورد پدرش
وی در مصاحبه ای پدر خود را یک پدر معمولی دانست که به مقتضای وضعیت عمل کرده‌است و به همین دلیل از طرف برخی منتقدان همدست خلخالی خوانده شد. او به ماهنامه اندیشه پویا گفت:
تصویر بیرونی از پدر من یک تصویر خیلی خشن است. من به عنوان دختر اصلاً چنین تصویری را در خانه از پدرم ندارم… پدرم به هیچ وجه آدم مهربانی نبود. به شدت سختگیر بود اما من از پدرم کتک نخوردم. در خانواده تنبیه بدنی اصلاً نداشتیم. ولی من همیشه وقتی می‌خواستم کارنامه‌ام را به بابا نشان دهم شب تا صبح خوابم نمی‌برد. هیچ اهل مماشات نبود. من همیشه باید سختکوش می‌بودم و کار می‌کردم و لیاقتم را نشان می‌دادم. وقتی هم لیاقتم را نشان می‌دادم می‌گفت وظیفه‌ات بوده…
عرصه ایدئولوژیک سال ۵۷ از پدرم تصویری ساخته بود که برای من ناآشنا بود. فضای آن زمان، فضایی کاملاً ایدئولوژیک بود. من اصلاً نمی‌خواهم بگویم که پدرم آدم مهربانی بود. اصلاً از این خبرها نبود اما آن فضای ایدئولوژیک قاطعیت انقلابی می‌طلبید؛ و کسی که در جای آقای خلخالی می‌نشست گویی باید به آن قاطعیت انقلابی پاسخ می‌داد. او خودش را انقلابی تعریف می‌کرد و معتقد بود که برای انقلاب باید یکسری بدنامی‌ها را بپذیرد. وقتی به او می‌گفتیم که تو چه‌کاره هستی و چرا دیگران نه؟ همیشه می‌گفت ما انقلاب کردیم و باید پای آن بایستیم. این حرفش همیشه توی گوش من است. می‌خواهم بگویم شخصیت او به آن وضعیت گره خورده بود. اصلاً قصد دفاع ندارم. به نظر خودم دارم توصیف می‌کنم. طبیعتاً در آن وضعیت همه می‌خواستند چهره‌ای انقلابی از خود نشان دهند که دشمن بترسد. من اینطور می‌بینم. ببین! پدرم توی خانه هم یک جورهایی انقلابی بود؛ یعنی ما حق نداشتیم دو دست لباس اضافه داشته باشیم. تا آخر زندگی همین بود. بارها اتفاق افتاد که کفش‌های اضافه ما را برداشت و داد به نیازمند. خیلی وقت‌ها عصبانی می‌شدم که شما چه حقی دارید که اموال من را می‌بخشید. این اواخر گاهی اعتراض می‌کردم که همه جا را فساد اقتصادی گرفته آن وقت شما نگران همین یک جفت کفش من هستی؟ ما حق نداشتیم چیز زیادی بخواهیم. حق نداشتیم مدرسه خوب برویم. این ویژگی پدرم برای من هم دوست‌داشتنی است. یکی از چیزهایی که واقعاً من را آزار می‌دهد این است که اگر چیز خوبی قرار بود از اخلاق انقلابی بماند همین ساده‌زیستی بود که نماند. می‌توانم حدس بزنم که پدرم این اواخر نسبت به گذشته بازخوانی‌هایی داشت. نسبت به بازرگان همیشه احترام می‌گذاشت اما دربارهٔ بازخوانی انتقادی گذشته تمایلی به حرف زدن نداشت. معلوم بود که زاویه پیدا کرده اما پشیمان هم نبود.

### واکنشها به اظهارات او در مورد خلخالی
وی به تلطیف پدرش محکوم شد و برخی به او اعتراض کردند.
منیره برادران، از زندانیان سیاسی پیشین، در واکنش به این اظهارات و خطاب به فاطمه صادقی نوشت: «شما مسئول جنایت‌های پدرتان نیستید ولی در مقابل حرفی که می‌زنید، مسئول هستید. توجیه و رفع مسئولیت از پدرتان، یعنی همدستی با او».

## در مورد اعتراضات ۱۴۰۱
وی در مصاحبه با روزنامه اعتماد که در دوم آبان ۱۴۰۱ به چاپ رسید گفت:
- اعتراضات جاری در ایران، «بسیار مترقی» و فراتر از تقسیم‌بندی‌هایی است که به تدریج در سیاست این کشور پس از انقلاب شکل گرفته‌است
- «بسیاری از دختران جوان از اینکه مادران‌شان در برخورد با تحقیر و آزار سکوت کرده‌اند و تحمل داشته‌اند، در عذابند و نمی‌خواهند آن تجارب را از سر بگذرانند. طبیعی است که با حجاب اجباری مخالف باشند و نخواهند آن را تحمل کنند».
- «برای سیاسیون ما که عادت کرده‌اند از بالا و تحقیرآمیز با مردم حرف بزنند، زبان این نسل غیرقابل فهم است».
- «من یک نوع تصلب و فروبستگی را در این سیستم می‌بینم که باعث می‌شود اساساً نتواند آنچه در خیابان جاری و ساری است، درک کند.»
- «زمانی چشم و گوش‌شان را به یک‌سری خواسته‌ها بسته بودند و می‌خواستند با (...) همه چیز را حل کنند، امروز به جایی رسیده‌ایم که اگر هم بخواهند دیگر نمی‌بینند و نمی‌شنوند».
- «تصورم این است حکومت به هیچ‌وجه نه قصد شنیدن این خواسته‌ها را دارد و نه حتی توانش را».
- وی دربارهٔ علت اصلی گسترده شدن اعتراضات جاری، به «تحقیر سیستماتیک» مردم ایران از سوی حکومت اشاره کرد که «اجباری کردن حجاب و نادیده گرفتن حقوق انسانی زنان» بخشی از آن است.
- «گروه‌های دینی، قومی، طبقات فرودست و در واقع بیشتر ایرانیان دارند این تحقیر و خشم ناشی از آن را به صورت‌های مختلف تجربه می‌کنند که موجب ایجاد همدلی و همبستگی می‌شود».
- «همگان در این تحقیر جمعی اشتراک دارند. فرقی نمی‌کند که کرد، ترک، لر، عرب، فارس یا بلوچ باشید».
- «در این جنبش حضور خیابانی خودِ تغییر است. این‌که دختران و زنان حجاب‌شان را برمی‌دارند، نمونه بارز این تحقق عملی است… در این جنبش فاصله میان حضور خیابانی و مطالبه بسیار کم شده. در واقع حضور خیابانی خودش مهم است، چون این جنبش می‌خواهد خیابان را پس بگیرد».
- «مسئله بر سر یک تکه روسری نیست، مسئله فراتر از اینهاست».
- «به مرور متوجه شدند که این موضوع فقط به زنان برنمی‌گردد، بلکه حجاب اجباری تحقیر مردان هم است».

## آثار

### تألیف
- گناه زن؛ رابطه متقابل احکام دینی در دین زرتشت و اسلام[۸][۹]
- جنسیت در آرای اخلاقی، از قرن سوم پیش از اسلام تا قرن چهارم هجری، نشر نگاه معاصر، ۱۳۹۲.
- کشف حجاب، نشر نگاه معاصر، ۱۳۹۲
- زنان، قدرت و مقاومت در ایران پس از انقلاب[۱۰]
- جنسیت، ناسیونالیسم و تجدد در ایران[۱۱][۱۲]

### ترجمه
- غیور: زندگی و زمانهٔ عیسای ناصری، نوشتهٔ رضا اصلان، نشر نگاه معاصر، ۱۳۹۶.
- زنان و جنسیت در اسلام، نوشتهٔ لیلا احمد، نشر نگاه معاصر، ۱۳۹۵.
- زندگی همچون سیاست، نوشتهٔ آصف بیات، الکترونیکی.
- اسلام فراسوی پدرسالاری، از رهگذر تحلیل قرآنی جنسیت شمول، نوشته آمنه ودود
- خاستگاه‌های قانون خانواده: نحوه تأثیر شریعت، عرف و قوانین استعماری بر تکوین قوانین احوال شخصیه نوشته امیره الزهری سُنبل
- رازوری زنانه؛ نوشتهٔ بتی فریدان، با همکاری هما مداح و دیگران، نشر نگاه معاصر، ۱۳۹۲
- نظریه‌ای در بارهٔ مدرنیته؛ نوشتهٔ اگنش هلر، نشر نگاه معاصر، ۱۳۹۲
- توانمندی زنان، نقدی بر رویکردهای رایج توسعه؛ نوشتهٔ نَیلا کبیر و دیگران، با همکاری اعظم خاتم و دیگران، نشر آگه، ۱۳۸۹
- راه‌های بدیل؛ نوشتهٔ فرد دالمایر، با همکاری نرگس تاجیک، نشر پرسش، ۱۳۸۴

نقد و مرور کتاب
- اخلاق اصالت[۱۳]